# 조슈아 피시먼

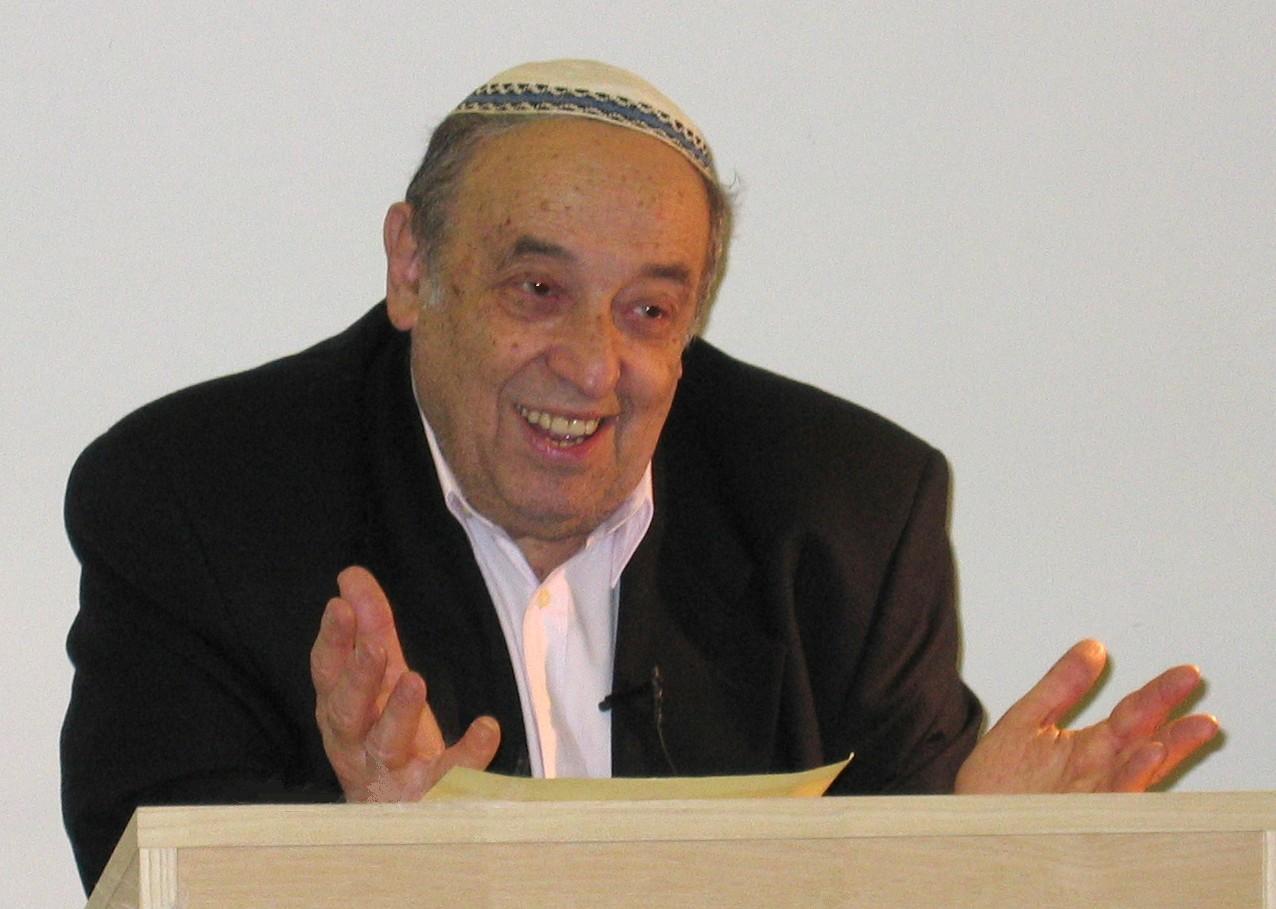
애버딘 대학교에서 게일어에 대한 강의를 하고 있는 모습

조슈아 애런 피시먼 (영어: Joshua Aaron Fishman, 이디시어: שיקל פֿישמאַן (Shikl Fishman) — 시클 피시맨; 1926년 7월 18일 - 2015년 3월 1일) 은 미국의 언어학자이며, 언어의 사회, 언어 계획, 이중언어 교육, 그리고 언어와 민족/인종 분야의 전문가이다.

## 어린 시절과 교육
죠슈아 피쉬맨 (이디시어 명 시클) 은 필라델피아에서 태어나 유소년기를 보냈다. 공립학교를 다니며 초등학교와 중등학교에서 이디시어를 공부했다. 이때 피쉬맨의 아버지는 피쉬맨과 형제들에게 저녁 식사 중에 "오늘은 이디시어로 어떤 공부를 했니?" 라며 매번 물어봤다고 한다. 워크맨의 서클 학교(Workmen’s Circle Schools)를 다니며 이디시어를 공부했고, 이는 이디시어의 고급 구사 뿐만 아니라 문학과 역사 그리고 사회적인 문제에도 포커스를 맞추었다. 올니 고등학교 (Olney High School)를 졸업했다. 1947년에 펜실베이니아 대학교에서 석사 학위를 수여 받았다.